# فیلادلفیا (میسیسیپی)
فیلادلفیا (به انگلیسی: Philadelphia) شهری در ایالت میسیسیپی کشور ایالات متحده آمریکا است که جمعیت آن در سرشماری سال ۲۰۱۰ میلادی، ۷٬۴۷۷
نفر بوده‌است.